# La Jeune Fille aux fleurs
Pour plus de détails, voir Fiche technique et Distribution.
La Jeune Fille aux fleurs (Flower Girl) est un téléfilm américain réalisé par Bradford May et diffusé le 14 novembre 2009 sur Hallmark Channel.

## Synopsis
Laurel est une fleuriste reconnue pour ses magnifiques compositions florales. En dépit de son succès à contribuer au bonheur des autres, la jeune femme n'a jamais rencontré le grand amour. Sa grand-mère, Rose, qui l'a élevée depuis la mort de ses parents, lui présente Evan Cooper, jeune médecin. Tout se passe bien entre eux jusqu'à ce que Laurel rencontre Stephen Banks.

## Fiche technique
- Titre original : Flower Girl
- Réalisation : Bradford May
- Scénario : Marjorie Sweeney
- Photographie : Maximo Munzi
- Musique : Ceiri Torjussen (arz)
- Pays : États-Unis
- Durée : 90 minutes

## Distribution
- Marla Sokoloff : Laurel Haverford
- Marion Ross : Rose Durham
- Kieren Hutchison : Stephen Banks
- Brook Kerr : Brooke Harper
- Christina Pickles : Evangeline Walker
- Bonnie Root : Victoria Darling
- Terry Maratos : Dr Evan Cooper
- Rick Scarry : Pasteur Lane
- Annie Campbell : Kristen Somerset
- Nicolas Coster : Gavin Green